# 五一广场 (长沙市)

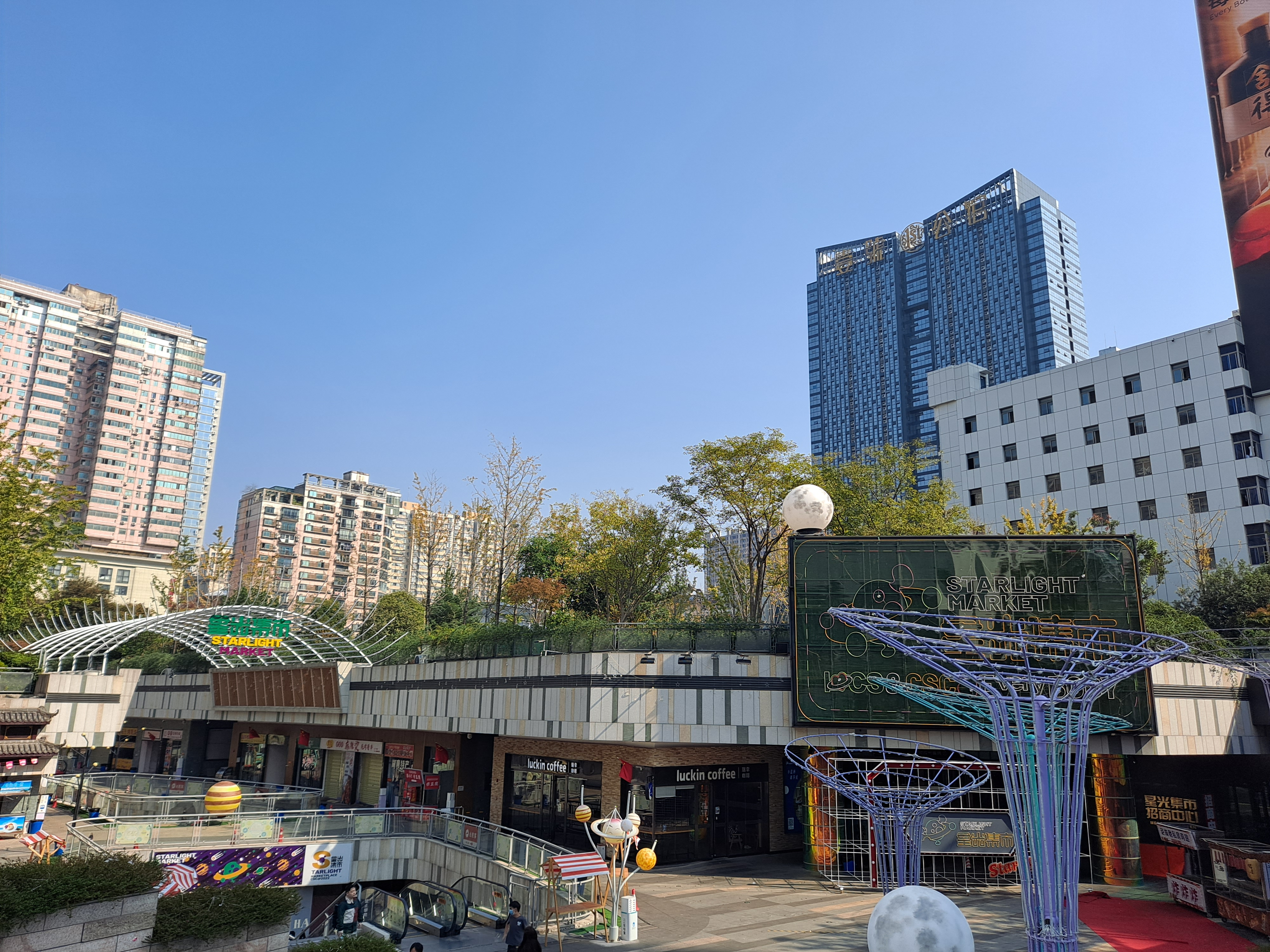
五一广场

五一广场位于中国湖南省长沙市芙蓉区五一路与黄兴路交汇处，是长沙市的商业中心区域。

## 历史沿革
1952年5月1日，因纪念五一国际劳动节而命名的五一路正式通车，在五一路与黄兴路的交叉口，长沙市人民政府建立了一座直径30米的街心花坛，此后这片区域就被人们称为“五一广场”。
2013年12月30日，长沙地铁2号线试运行，五一广场站开通，广场成为交通枢纽。2016年6月28日，长沙地铁1号线正式运营，在五一广场设置了换乘站。

## 附近建筑
- 坡子街
- 火宫殿
- 长沙步行街
- 贾谊故居
- 李富春故居